# 巨鸊鷉
阿提特蘭鷿鷈（Podilymbus gigas），又名巨鷿鷈，是危地馬拉阿蒂特蘭湖特有及已滅絕的鸊鷉，生活在海拔1700米的地方。美國生態學家安妮·拉巴史迪理用了25年時間來觀察阿提特蘭鷿鷈，對其滅絕有詳細的資料。

## 描述
阿提特蘭鷿鷈長46-50厘米。叫聲及外觀很像斑嘴巨鸊鷉。毛色主要呈深褐色，兩側有白色的斑點。腹部呈深灰色，也有白色的斑點。頭部差不多全黑，頸部在春天時有深褐色的斑點，但在冬天時則有白色的斑點。腳呈石板灰色。喙中央有一條闊的黑斑紋，春天時呈白色，而在其他季節則呈褐色。瞳孔呈褐色。雙翼細小但不懂飛行。

## 繁殖
阿提特蘭鷿鷈每胎產4-5顆蛋，父母均會孵化及哺育雛鳥。

## 滅絕
阿提特蘭鷿鷈的衰落始於1958年，於1960年小口黑鱸及大口黑鱸入侵阿蒂特蘭湖後情況更明顯。這些入侵物種令阿提特蘭鷿鷈的食物：蟹及其他魚類的數量減少，甚至殺死雛生的阿提特蘭鷿鷈。阿提特蘭鷿鷈的數量由1960年的200隻降至1965年的80隻。在拉巴史迪理的努力下，牠們的數量曾一度回升，於1973年就有210隻。但是1976年危地馬拉的地震令湖床斷裂，湖水表面下降，引致牠們的數量再一次下滑。於1983年就只餘下32隻，大部份甚至是斑嘴巨鸊鷉的混種。於1989年觀察到最後兩隻阿提特蘭鷿鷈，往後就未曾見到牠們，並確認為已滅絕。

## 外部連結
- Status of the Endemic Atitlan Grebe of Guatemala: Is it extinct?